# Papilio menestheus
Papilio menestheus là một loài bướm thuộc họ Bướm phượng (Papilionidae). 
Loài Papilio menestheus được mô tả năm 1773 bởi Drury. Loài bướm Papilio menestheus sinh sống ở .

## Hình ảnh

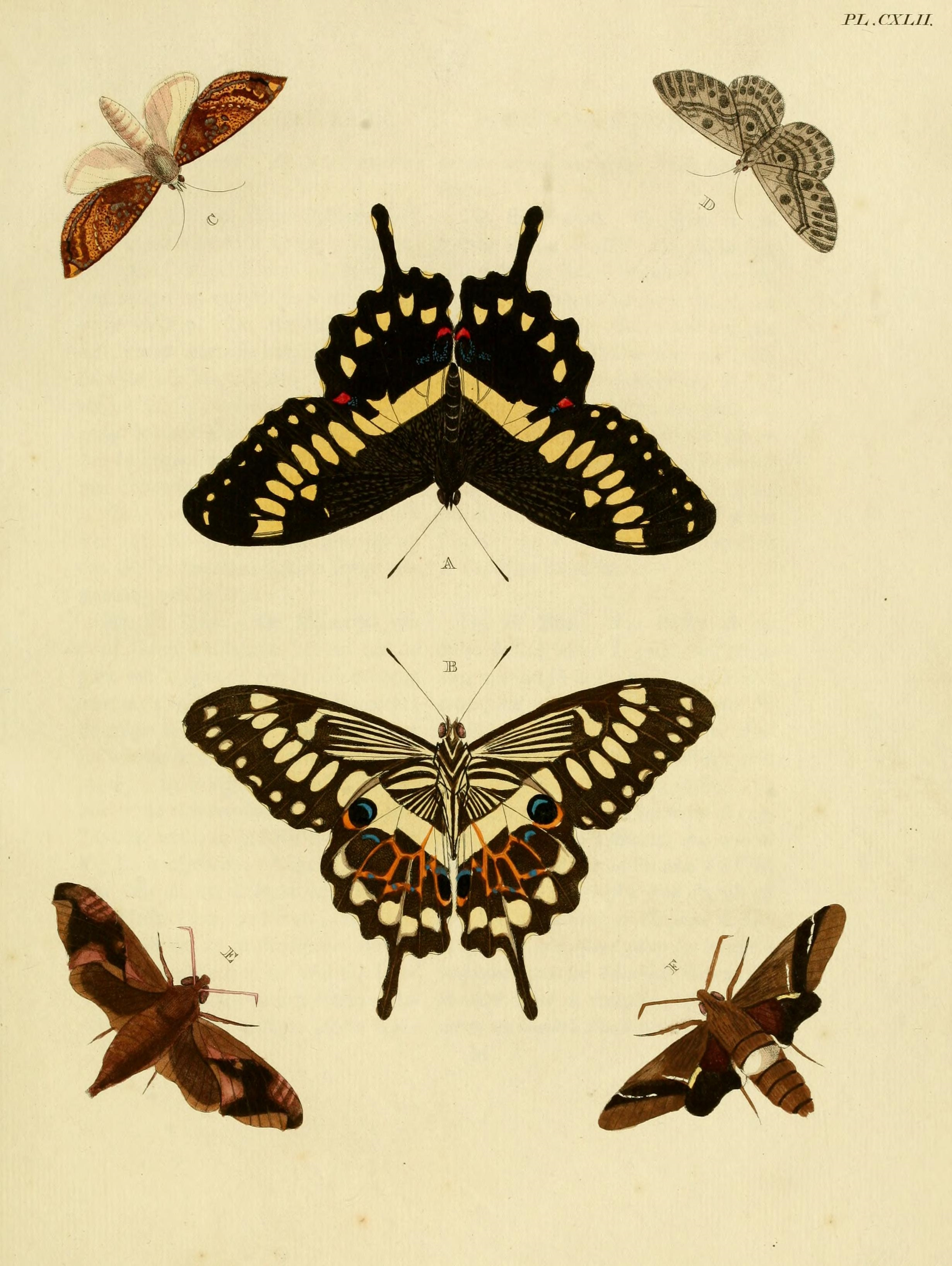
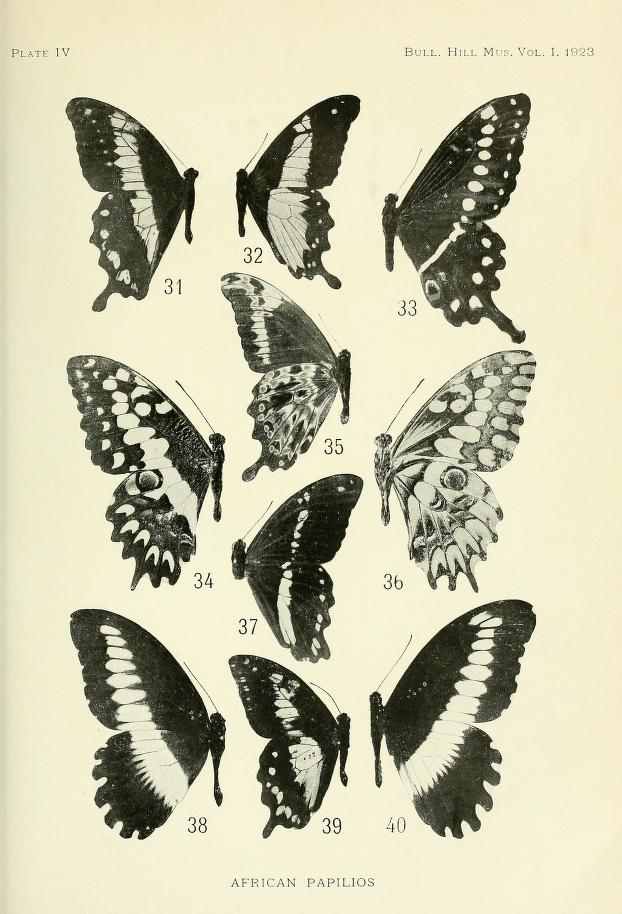